# شيلي جونسون
شيلي جونسون (بالإنجليزية: Shelly Johnson)‏ هو مصور سينمائي أمريكي، ولد في 4 مايو 1958 في باسادينا في الولايات المتحدة.

## وصلات خارجية
- شيلي جونسون على موقع IMDb (الإنجليزية)
- شيلي جونسون على موقع ألو سيني (الفرنسية)
- شيلي جونسون على موقع قاعدة بيانات الأفلام السويدية (السويدية)
- شيلي جونسون على موقع قاعدة بيانات الفيلم (الإنجليزية)
- شيلي جونسون على موقع كينوبويسك (الروسية)